# George Marion Jr.
George Marion Jr. (né le 30 août 1899 à Boston, mort le 25 février 1968 à New York) est un scénariste américain. Il a écrit ou co-écrit le scénario de 106 films entre 1920 et 1940. Il a également écrit les paroles d'une comédie musicale de Broadway en 1943, Early To Bed.

## Filmographie partielle
- 1925 : The Wedding Song
- 1926 : Mantrap de Victor Fleming
- 1926 : L'Oiseau de nuit (The Bat) de Roland West
- 1926 : La Duchesse de Buffalo (The Duchess of Buffalo) de Sidney Franklin
- 1926 : Kid Boots
- 1926 : Sweet Daddies
- 1926 : Camille de Fred Niblo
- 1927 : La Flamme d'amour (The Magic Flame) de Henry King
- 1927 : A Little Journey
- 1927 : Il faut que tu m'épouses (Get your Man) de Dorothy Arzner
- 1927 : Special Delivery
- 1927 : Le Coup de foudre (It)
- 1927 : Caballero (The Gay Defender) de Gregory La Cava
- 1927 : Wedding Bills
- 1927 : Rough House Rosie
- 1927 : Underworld
- 1927 : Un homme en habit
- 1927 : D'une femme à l'autre (One Woman to Another) de Frank Tuttle
- 1927 : Two Arabian Knights
- 1928 : Red Hair
- 1928 : Tel père, tel fils (Varsity) de Frank Tuttle
- 1928 : Manhattan Cocktail
- 1928 : Warming Up
- 1928 : Tu ne tueras pas ! (Ladies of the Mob) de William A. Wellman
- 1928 : Sporting Goods de Malcolm St. Clair
- 1928 : Sa vie privée (His Private Life) de Frank Tuttle
- 1929 : La Princesse et son taxi (This Is Heaven) d'Alfred Santell
- 1929 : The Mysterious Dr. Fu Manchu
- 1930 : Follow Thru
- 1930 : Safety in Numbers de Victor Schertzinger
- 1932 : Aimez-moi ce soir (Love Me Tonight)
- 1932 : The Big Broadcast
- 1934 : La Joyeuse Divorcée (The Gay Divorcee)
- 1934 : Two for Tonight de Frank Tuttle
- 1936 : La musique vient par ici (The Music Goes 'Round'')
- 1939 : Le Cirque en folie (You Can't Cheat an Honest Man) de George Marshall